# Sonda Windsor
Il metodo della sonda Windsor o prova di penetrazione con pistola Windsor ( in inglese Windsor Probe System), è una indagine semidistruttiva di tipo meccanico, che si effettua sul calcestruzzo indurito e che consente di verificare la resistenza a compressione del calcestruzzo in opera.

Tale prova si basa sulla misura della resistenza alla penetrazione di sonde di acciaio che vengono sparate entro il calcestruzzo da una pistola a mezzo di una carica balistica accuratamente predeterminata che fornisce l'energia necessaria alla penetrazione.

Il calcolo della resistenza a compressione è basato sulla sua correlazione con la profondità di penetrazione nel calcestruzzo della sonda sparata.

Come tutte le prove penetrometriche, tale prova è influenzata dalla durezza (durezza Mohs) dell'aggregato usato per il confezionamento del calcestruzzo .

## Equipaggiamento
L'equipaggiamento tipo della prova Windsor consiste di:
una pistola;
cartucce calibrate;
dispositivo di forma triangolare (dima) per il controllo della distanza minima tra le sonde sparate;
sonde proiettili di metallo temprato di circa 8 mm di diametro;
dispositivo di misura digitale che fornisce direttamente il valore della resistenza,una volta impostata la durezza dell'inerte misurato nella scala Mohs.

## Esecuzione
La prova consiste nello sparare tre sonde proiettili secondo i vertici definiti dalla dima triangolare.

La sonda penetrando, frantuma l'aggregato e la matrice cementizia e comprime una zona bulbare, provocando così una crisi di materiale che come parametri distruttivi si può paragonare affine alla rottura per compressione. 

Successivamente si misura della porzione di sonda che non è riuscita a penetrare all'interno del calcestruzzo e mediante curve di correlazione (che sono in funzione della durezza Mohs degli inerti) si calcola la resistenza del calcestruzzo.

Gli strumenti più moderni sono dotati dispositivo di misura digitale che, una volta impostata la durezza dell'inerte, determinano automaticamente la resistenza a compressione correlandola automaticamente con il tratto di sonda non penetrato misurato.

## Normativa
- ASTM C803 / C803M - 03(2010) Standard Test Method for Penetration Resistance of Hardened Concrete